# Maison Gabrielli
Pour les articles homonymes, voir Gabrielli (homonymie).
Ne doit pas être confondu avec famille Gabrieli.
La famille Gabrielli (plus connus sous le nom de Gabrielli de Gubbio) est une famille féodale noble italienne, originaire de la ville de Gubbio, en Ombrie. 

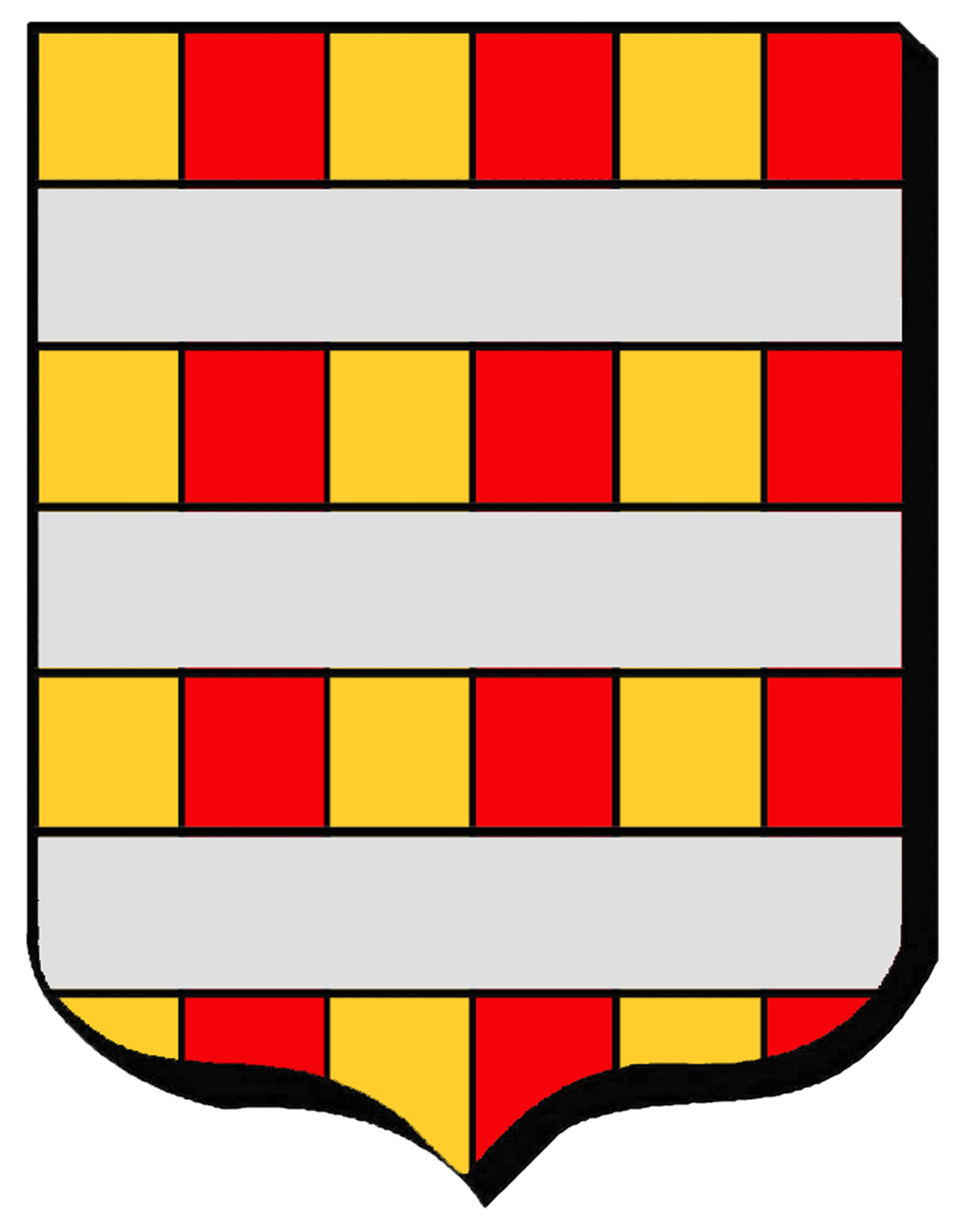
blason des Gabrielli de Gubbio Palé d'or et de gueules à trois fasces d'argent brochant sur le tout

## Histoire
Les premiers documents historiques mentionnant cette famille apparaissent au Xe siècle, quand Cante se fait attribuer par son oncle, le pape Étienne VII, quelques fiefs en Italie centrale, et particulièrement le fief de Luceoli, qui est rebaptisé Cantiano (c.-à-d. appartenant à Cante) du nom de celui-ci.[réf. nécessaire]

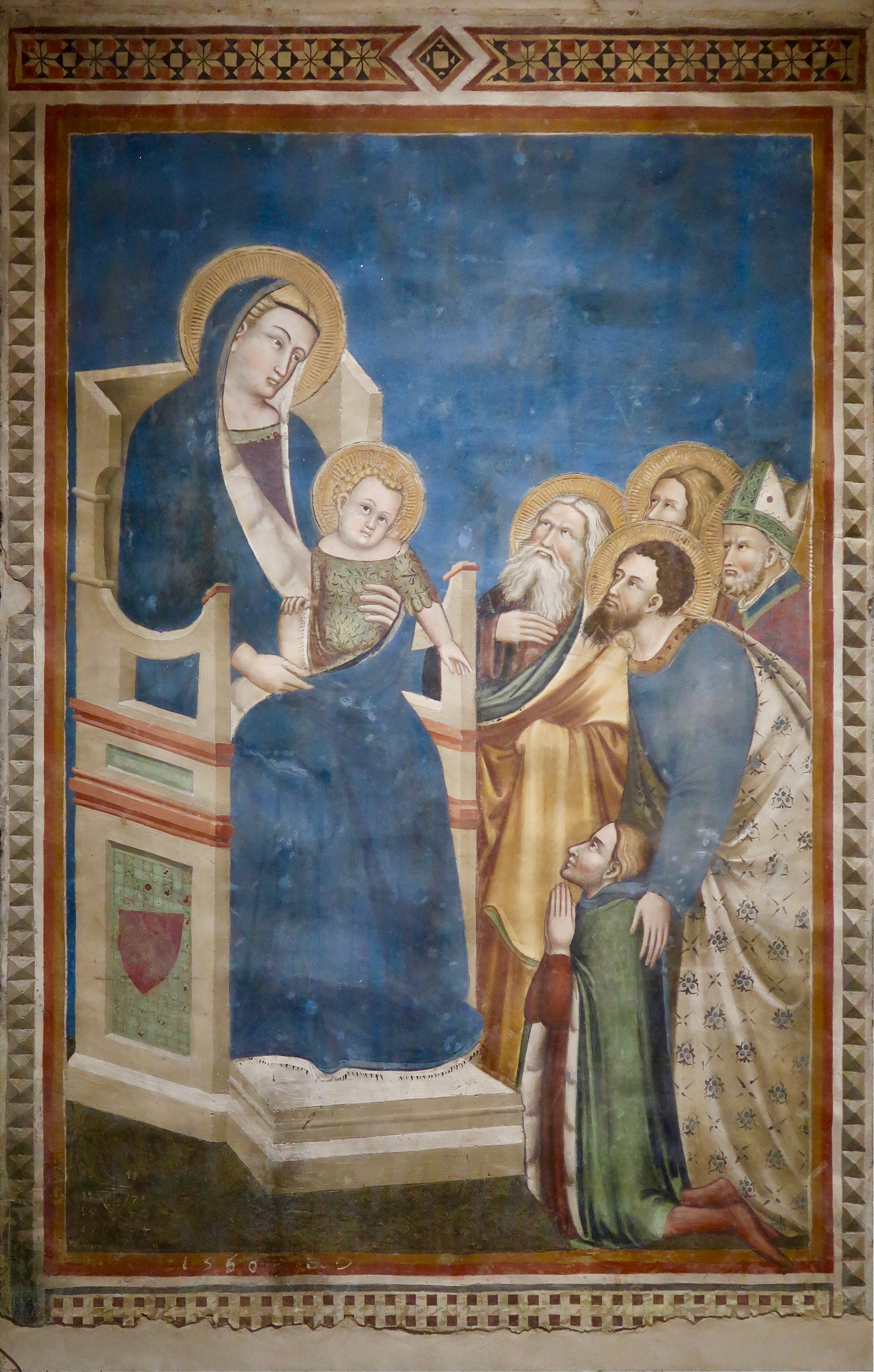
Mello da Gubbio - Vierge à l’Enfant « Maestà dei Consoli » Présentation de Giovanni Gabrielli, par 4 saints, fresque commandée vers 1350, par Giovanni Gabrielli, lors de sa prise de pouvoir en 1350 - Chapelle palatine, Palazzo dei consoli, Gubbio

Du tronc principal de cette maison, resté eugubin jusqu'à l'extinction de ses branches aînées au XVIIIe, s'est détachée une branche établie dans le Comtat-Venaissin à la fin du XVI• siècle, aujourd'hui française, celle des comtes de Baccaresca et de Coraduccio.
Au cours des siècles de nombreuses autres branches se sont détachées, dont plusieurs sont encore représentées de nos jours en Italie :
Une branche s'établie dans le royaume des Deux-Siciles durant le XIIe siècle. Elle porte le titre de comte Gabrielli et de baron de Quercita.
Une branche s'établit à Padoue, puis à Venise, avant 1150, où elle intègre le patriciat, et fut agrégée au Grand Conseil en 1297. Elle est souvent connue avec les noms de Gabrieli, Gabriel ou Cabriel, variantes résultant de la linguistique propre à la région vénitienne. Cette branche s'est éteinte en 1805, par le décès d'Angelo-Maria di Melchiore Gabrielli, comte de San Polo di Piave et de San Giorgio dans le Travisiano et comte d’Aviano dans le Frioul, 1732-†1805, dernier descendant de cette famille.
Une branche s'établie à Fano, les Gabrielli di Montevecchio. Elle porte les titres de comte de Montevecchio depuis le12e siècle, de comte de Mirabello et Monteporzio, de duc Ferentillo (1804), et de prince d'Umbriano del Precetto (1804). Cette lignée continue actuellement dans la famille des comtes de Montevecchio Martinozzi Benedetti, duc de Ferentillo. Une autre branche établie à Fano depuis le XVe siècle, les Gabrielli de Fano, d'où se détachèrent les Gabrielli-Wiseman, liés au cardinal Nicholas Wiseman.
Une branche s'établie en 1410 à Scapezzano, puis vers 1494 à Senigallia. Cette branche s'est éteinte au milieu du XVIIIe siècle.
Une autre famille originaire de Venise, s’installa à Rome dans le quartier de la Regola. Le premier représentant connu est un certain Pietro, mort en 1360. Leur condition sociale, plutôt aisée, devait être le fruit d’une activité marchande entreprise dans la ville lagunaire, peut-être avec le monde oriental, comme semblent confirmer les armes de cette famille (d’azur à trois besants d’argent croisés de rouge, un croissant d'argent en abime, à la bordure endentée d'argent et de gueules), et poursuivi ensuite à Rome. Installés depuis la fin du XVIIe dans l'ancien palais du cardinal Giordano Orsini sur le Monte Giordano, la branche cadete acheta à fin 18e le fief de Prossedi et furent élevés au rang princier en 1762, sous l’égide du Cardinal Giulio Gabrielli, titrés princes de Prossedi, de Roccasecca et de Pisterzo. Les deux derniers membres de cette branche épousent deux princesses de la famille Bonaparte. Cette branche s’est éteinte dans la lignée masculine en 1911. Au XVIIIe, la branche ainée releva le nom et les titres des comtes de Carpegna. Cette lignée continue actuellement dans la famille des princes di Carpegna-Falconieri-Gabrielli.
Toutes les branches portent le titre de Patrizio di Gubbio (patricien de Gubbio).[réf. nécessaire]
Cette famille est mentionnée par Stendhal dans ses Chroniques italiennes (1837-1839) et par Alexandre Dumas père dans ses Crimes célèbres (1839-1841), car Charles Gabrielli avait épousé la sœur de la célèbre Béatrix Cenci.[réf. nécessaire]

## Personnalités
La famille s'est développée dans la puissance et plusieurs de ses membres furent remarqués :
- Forte Gabrielli (970 - 1040) est un ermite dans les montagnes situées autour de Gubbio, et plus tard rejoint les Bénédictins au monastère de Fonte Avellana. Il meurt le 9 mai 1040 et est béatifié par le pape Benoît XIV, le 17 mars 1756. Son corps est encore exposé dans la cathédrale de Gubbio.Pompeo Batoni - Vierge à l'enfant entourée des Saints et Bienheureux de la famille Gabrielli de Gubbio, peint vers 1732, San Gregorio Magno al Celio, Rome

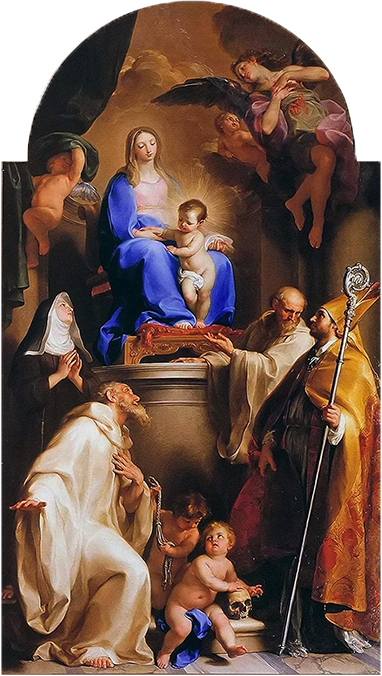
Pompeo Batoni - Vierge à l'enfant entourée des Saints et Bienheureux de la famille Gabrielli de Gubbio, peint vers 1732, San Gregorio Magno al Celio, Rome

- Rodolfo Gabrielli (1034-1064), Saint. En 1054, il lègue son château de Camporeggiano à Saint Pierre Damien, et devient moine Bénédictin au monastère de Fonte Avellana. Il est nommé évêque de Gubbio en 1061 et meurt le 17 octobre 1064. Il est canonisé plus tard.
- Pietro Gabrielli, frère du précédent, béatifié.
- Girolamo Gabrielli, chef de 1 000 chevaliers pendant la première croisade. Selon une tradition non documentée, il est le premier croisé à rentrer dans la Tombe Sainte quand Jérusalem est prise (1099).
- Pietro Gabrielli (†1297), Consul de la Cité de Gubbio 1251, Podestat en 1261, Capitaine du Peuple en 1263, Podestat et capitaine du Peuple de la Cité de Pistoia en 1270 et 1271, Podestat de la cité de Cagli en 1274. Il est le père de Rosso, de Bino et de Cante.
- Rosso Gabrielli, Podestat de Fossombrone, en 1287 et 1297, de Pérouse, en 1288, de Florence, en 1290, de Roccacontrada, en 1291/1292 et 1294, de Sienne, en 1292 et 1293.
- Bino Gabrielli, souche du rameau des seigneurs de Frontone, Podestat de Pérouse, en 1289, de Roccacontrada de 1292 /1293 et 1302, de Gubbio en 1296, de Lucca en 1299/1300, d’Orvieto, en 1303, de Florence en 1306.

- Cante de' Gabrielli de Gubbio (1260-1326), souche des seigneurs de Cantiano, commandant en chef de la ligue guelfe et Podestat de Florence. Il condamne Dante Alighieri, le célèbre poète, pour vénalité, et l'exile hors de Florence[5]. Dante se venge sur Cante en donnant le nom allusif de Rubicante au furieux diable que Dante même rencontre dans la Divine Comédie, dans la Bolgia des Venaux (chants XXI et XXII). Giosuè Carducci, le poète et prix Nobel de littérature en 1906, également consacre un sonnet à Cante Gabrielli.
- Lodovica Gabrielli, fille de Cante II, épouse en 1411 Ceccolino, frère de Biordo dei Michelotti seigneur de Pérouse.
- Castora Gabrielli, du rameau de Frontone, franciscaine en tant que tertiaire. Elle meurt le 14 juin 1391 et est plus tard béatifiée. Elle est enterrée dans l’église franciscaine de Sant’Angelo in Vado.
- Giovanni Gabrielli (en)(†1375), du rameau de Frontone, comte de Borgovalle, est seigneur de Gubbio de 1350 à 1354.
- Paolo Gabrielli, évêque de Lucques (1374-1380). Il meurt à Pérouse et est enterré dans la cathédrale de cette ville.
- Gabriele Gabrielli (†1383), du rameau de Cantiano, évêque et seigneur de Gubbio (1381 à 1384).
- Francesco Gabrielli, Eugubin, du rameau de Cantiano, frère de l'évêque Gabriele, dernier seigneur de Cantiano, fut gouverneur de Gubbio, podestat de Pergola et de Sienne, Podestat et Capitaine du Peuple de Florence, Capitaine de la garde de la Cité de Florence, Podestat de Bologne. Il a été nommé en 1400, sénateur de Rome par le pape Boniface IX.
- Gabriele de' Gabrielli (1445-1511), du rameau de Fano, appelé Il Cardinal d'Urbino (le cardinal d'Urbino), est évêque d'Urbino de 1504 jusqu'à sa mort. Il est créé le 17 décembre 1505, Cardinal-Diacre de Sant’Agata de’ Goti, puis en 1507, il est promu Cardinal-Prêtre de la Basilique Sante-Praxède à Rome et meurt en 1511 dans le palais apostolique de Rome.
- Hieronimo Gabrielli (1513-1587), noble eugubin, citoyen romain, célèbre avocat à l’assemblée du Consistoire sous les pontificats de Gregoire XIII et de Sixte V, inhumé dans l’église Santa Maria Sopra Minerva à Rome. Il fit construire deux palais à Rome, le premier adossé à l’Église San Macuto (palais Gabrielli-Borromeo), le second, à partir de 1575, près de la place d'Espagne (palais Gabrielli-Mignanelli).
- Girolamo Gabrielli (1523-1570), seigneur de Baccaresca, fut gouverneur de Pérouse, condottiere au service des Montefeltres, Capitaine lors des guerres de Parme, Mirandole et Sienne, Gouverneur de la forteresse de San-Léo et de la province du Montefeltro, nommé Général de l’armée de la république de Venise, il eut sous Marcantonio Bragadin le Commandement de l’artillerie de la ville de Famagoste pendant le siège ottoman; il y mourut en novembre 1570, assisté par l’évêque Gerolamo Ragazzoni, et fut enterré dans la cathédrale de Saint-Nicolas, aujourd’hui mosquée de Lala Mustafa Pasha. Ses quatre fils, Carlo, Francesco, Gabriele et Bartholomeo, en remerciement des services rendus au Duché d’Urbino, furent investi en 1576, du fief et comté héréditaire de Baccaresca et de Coraduccio, par le Duc Francesco Maria II della Rovere, IVe et dernier Duc d’Urbino.
- Carlo Gabrielli 1543-1600), des comtes de Baccaresca, Capitaine venturieri au service de Paolo Sforza, puis de la garde rapprochée du Duc Guidobaldo II della Rovere.
- Francesco Gabrielli (1553-1622), des comtes de Baccaresca, Capitaine d’une compagnie d’infanterie, sous les ordres de Cosme de Medicis, à la tete des mercenaires italiens au service l'armée chrétienne commandée par Sébastien Ier, roi du Portugal, lors de la bataille de l'Alcácer Quibir, en 1578, puis Capitaine d’une compagnie au Comtat Venaissin, Gouverneur des armées de Pesaro, en 1618.
- Gabriele Gabrielli (1555-1602), des comtes de Baccaresca, Gouverneur pontifical d'Imola en 1594, Gouverneur pontifical de Faenza en 1597, Gouverneur pontifical de Forlì en 1600. Célèbre érudit Italien du XVIe, il fut parmi les premiers traducteurs des tables Eugubines.
- Bartholomeo Gabrielli (1566-1634), des comtes de Baccaresca, fut capitaine général des troupes du Comtat Venaissin, Gouverneur de Cavaillon, puis Gouverneur de Carpentras, capitale du Comtat-Venaissin.
- Giulio Gabrielli l'Aîné (1604-1677), des Gabrielli de Rome, cardinal en 1641.
- Giovanni Maria Gabrielli (1654-1711), de Citta di Castello, abbé général des cisterciens, théologien éminent. Il est préfet des études du collège de la Propaganda Fide, créé cardinal lors du consistoire du 14 novembre 1699, par le pape Innocent XII. Il participe au conclave de 1700, lors duquel Clément XI est élu.
- Pietro Gabrielli (1746-1824) des Gabrielli de Rome, est sénateur de Rome, député de la ville auprès de l'empereur Napoléon, et maire adjoint de Rome pendant le rattachement des États pontificaux à l'Empire français (1809-1814).
- Giulio Gabrielli le Jeune (1748-1822), des Gabrielli de Rome, cardinal secrétaire d'État à partir du 26 mars 1808 jusqu'au 25 juillet 1814.
- Charles-Fort de Gabrielli de Gubbio, dit le vicomte de Gabrielly (1753-1815), auteur d'un traité sur La France chevaleresque et chapitrale, publié en 1785.
- Luigi Gabrielli (1790-1854), des barons de Quercita, militaire et écrivain.
- Rodolfo Gabrielli di Montevecchio (1802-1855), considéré comme un héros Italien pendant le Risorgimento (Unification italienne), combat pendant la première guerre d'indépendance, se distinguant à Santa Lucia (1848) et à Sforzesca (1849), où il commande le régiment Piemonte Reale Cavalleria. Déployé en Crimée en tant que général de l'armée du royaume de Sardaigne, il est mortellement blessé à Tchernaïa le 16 août 1855 et meurt deux mois plus tard à l'hôpital de Balaclava.
- Le comte Nicolò Gabrielli (1814-1891), des barons de Quercita, musicien à la cour de l'empereur français Napoléon III.
- Placido Gabrielli (1832-1911), des Gabrielli de Rome, prince de Prossedi, fils de Charlotte Bonaparte Gabrielli princesse de Canino, est président du Banco di Roma et conseiller municipal de la ville. Le 1er février 1856, il épouse aux palais des Tuileries la princesse Augusta Bonaparte, sa cousine, petite-fille de Joseph Bonaparte, jadis roi d'Espagne.
- Comte Jean-Baptiste de Gabrielli de Gubbio[6] 1823 - 1879. Avocat Général à Aix-en-Provence (1857), Procureur-Général près la Cour d’Appel de Grenoble (1867) et Bordeaux (1873)[7], Conseiller Général de Cavaillon (1875-1879), Membre de l’Académie des Sciences, Agriculture, Arts et Belles-Lettres d’Aix-en-Provence, Officier de la Légion d’honneur[8].
- Comte Jean de Gabrielli de Gubbio[9], médecin, ancien externe des Hôpitaux de Paris, 1928 - 2010
- Comte Antoine de Gabrielli de Gubbio, né en 1959, chef d’entreprise et essayiste, expert du travail et de l'égalité professionnelle hommes-femmes, auteur de "S'émanciper à deux, le couple, le travail et l'égalité", éditions le Rocher.